# Bột Hải Khang Vương
Bột Hải Mục Tông (trị vì 795 – 809) là quốc vương thứ sáu của Vương quốc Bột Hải, tên thật của ông là Đại Tung Lân (대숭린, 大嵩璘, Dae Sung-rin). Ông là vương tử thứ 4 của Bột Hải Văn Vương, quốc vương thứ ba của vương quốc.

## Thời Bột Hải Văn Vương
Đại Tung Lân sinh vào nửa đầu thời kỳ cai trị của vua Bột Hải Văn Vương, là con trai thứ 4 của vua Bột Hải Văn Vương.
Năm Đại Hưng thứ 13 (năm 750), Bột Hải Văn Vương (cha của Đại Tung Lân) xuất quân chinh phạt bộ lạc Ngu Lâu Mạt Hạt và Việt Hỷ Mạt Hạt, buộc hai bộ lạc này trở thành chư hầu của vương quốc Bột Hải. Từ đó ba bộ lạc Thiết Lợi Mạt Hạt, Ngu Lâu Mạt Hạt và Việt Hỷ Mạt Hạt phải triều cống hàng năm cho vương quốc Bột Hải.

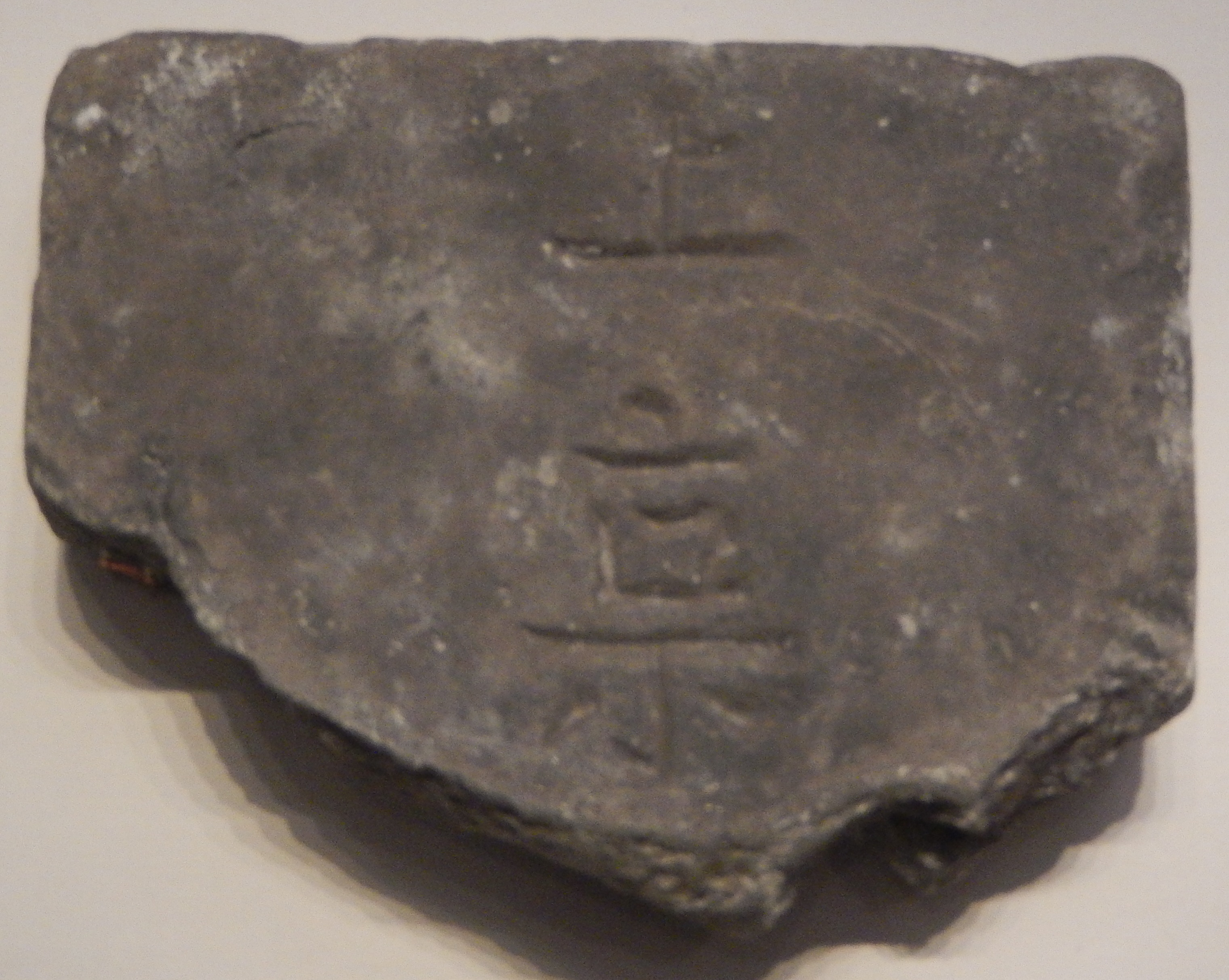
Mảnh gạch có khắc chữ shangjing 上京, "Thượng Kinh" của vương quốc Bột Hải, được trưng bày tại Bảo tàng Quốc gia Trung Quốc

Năm Đại Hưng thứ 18 (năm 755), Bột Hải Văn Vương (anh của Đại Nguyên Nghĩa) lập ra thành phố Thượng Kinh, một trong những kinh đô của Bột Hải, tọa lạc tại khu vực gần hồ Kính Bạc ở Nam phần của tỉnh Hắc Long Giang ngày nay.
Năm Đại Hưng thứ 19 (năm 756) Bột Hải Văn Vương đã cải cách chế độ thống trị và dời đô từ Trung Kinh (nay là Hòa Long, Cát Lâm) sang Thượng Kinh (nay là Ninh An, Hắc Long Giang).
Năm Đại Hưng thứ 20 (năm 757), nhân nhà Đường (đời vua Đường Túc Tông) đang có Loạn An Sử, Bột Hải Văn Vương phái quân Bột Hải đi đánh chiếm ba thành trì của nhà Đường ở An Đông đô hộ phủ.
Với hai lần Nhật Bản bị vua Tân La Cảnh Đức Vương xúc phạm vào năm 753 và năm 758, từ sau năm 758, Thiên hoàng Junnin của Nhật Bản yêu cầu vương quốc Bột Hải (đời Bột Hải Văn Vương) cùng họ tấn công Tân La. Bột Hải và Nhật Bản đã nhiều lần cho sứ giả đi lại với nhau trong những năm Đại Hưng thứ 22 (năm 759) đến năm Đại Hưng thứ 24 (năm 761) để lên kế hoạch cho cuộc tấn công vào Tân La.
Vua Tân La Cảnh Đức Vương có thể đã biết về những kế hoạch của Bột Hải và Nhật Bản muốn tấn công gọng kìm vào Tân La và đã chuẩn bị bằng cách xây dựng sáu lâu đài dọc theo biên giới với vương quốc Bột Hải vào năm Đại Hưng thứ 25 (năm 762). Bột Hải Văn Vương nhiều lần phái quân tấn công biên giới Tân La. Khu vực biên giới Bột Hải và Tân La đã đổi chủ nhiều lần nhưng những tổn thất không được mô tả trong lịch sử chính thức của Tân La, chỉ ghi ngày tháng khi một đội quân Tân La được gửi lên phía bắc. Nhật Bản (đời Thiên hoàng Junnin) đã chuẩn bị một hạm đội để xâm chiếm miền nam Tân La, tuy nhiên kế hoạch không bao giờ thành hiện thực.
Cũng trong năm Đại Hưng thứ 25 (năm 762) vua Đường Đại Tông công nhận Bột Hải là một vương quốc nhằm khiến cho ông ta đừng thừa cơ nhà Đường còn loạn An Sử mà xâm phạm biên cương. Bột Hải Văn Vương phái con trưởng là thế tử Đại Hoành Lâm (anh của Đại Tung Lân) đi sứ sang nhà Đường để đáp lễ với vua Đường Đại Tông.
Mặc dù nhà Đường công nhận Bột Hải Văn Vương (cha của Đại Tung Lân) là "vương" năm 762, nhưng tại vương quốc Bột Hải, ông được gọi là Đại Hưng Bảo Lịch Hiếu Cảm Kim Luân Thánh Pháp Đại Vương (대흥보력효감금륜성법대왕, 大興寶曆孝感金輪聖法大王, Daeheung Boryeok Hyogam Geumryun Seongbeop Daewang), Khả Độc Phu (가독부, 可毒夫, Gadokbu), Thánh Vương (성왕, 聖王, Seongwang) và Cơ Hạ (기하, 基下, Giha), Một số sử gia Triều Tiên coi Bột Hải Văn Vương là Thiên tôn (天孫, 천손, Ch'ǒnson, con cháu của Trời) và là một hoàng đế. Người phối ngẫu của người cai trị Bột Hải cũng được gọi là hoàng hậu. Tuy nhiên nước Tân La (đời vua Tân La Cảnh Đức Vương) vẫn coi vương quốc Bột Hải là một chư hầu nổi loạn của Tân La dù Tân La có diện tích nhỏ hơn vương quốc Bột Hải.
Sau khi nhà Đường công nhận Bột Hải là một vương quốc vào năm 762, từ năm 762, các đoàn sứ giả Bột Hải đến Nhật Bản (đời Thiên hoàng Junnin) bắt đầu coi người cai trị Bột Hải là hậu duệ của Thiên đường, tức là Thiên tử (ý nói rằng các vua Bột Hải có địa vị ngang hàng với các hoàng đế nhà Đường). Các quan chức Nhật Bản đã chỉ trích những bức thư này, sửa đổi chúng và hạn chế các đoàn sứ giả từ Bột Hải đến Nhật Bản. Một văn bia hoàng gia và kinh Phật xác nhận danh hiệu Thiên tử cho người cai trị của Bột Hải.
Mối quan hệ song phương giữa nhà Đường và vương quốc Bột Hải ngày càng thân thiện. Từ năm Đại Hưng thứ 29 (năm 766) đến năm Bảo Lịch thứ 6 (năm 779), có 25 đoàn sứ giả từ vương quốc Bột Hải đến nhà Đường để bày tỏ sự tôn trọng của Bột Hải Văn Vương đối với vua Đường Đại Tông.
Năm Bảo Lịch thứ 3 (năm 776), hoàng hậu của Bột Hải Văn Vương là Hiếu Ý hoàng hậu (mẫu hậu của Đại Tung Lân) qua đời.

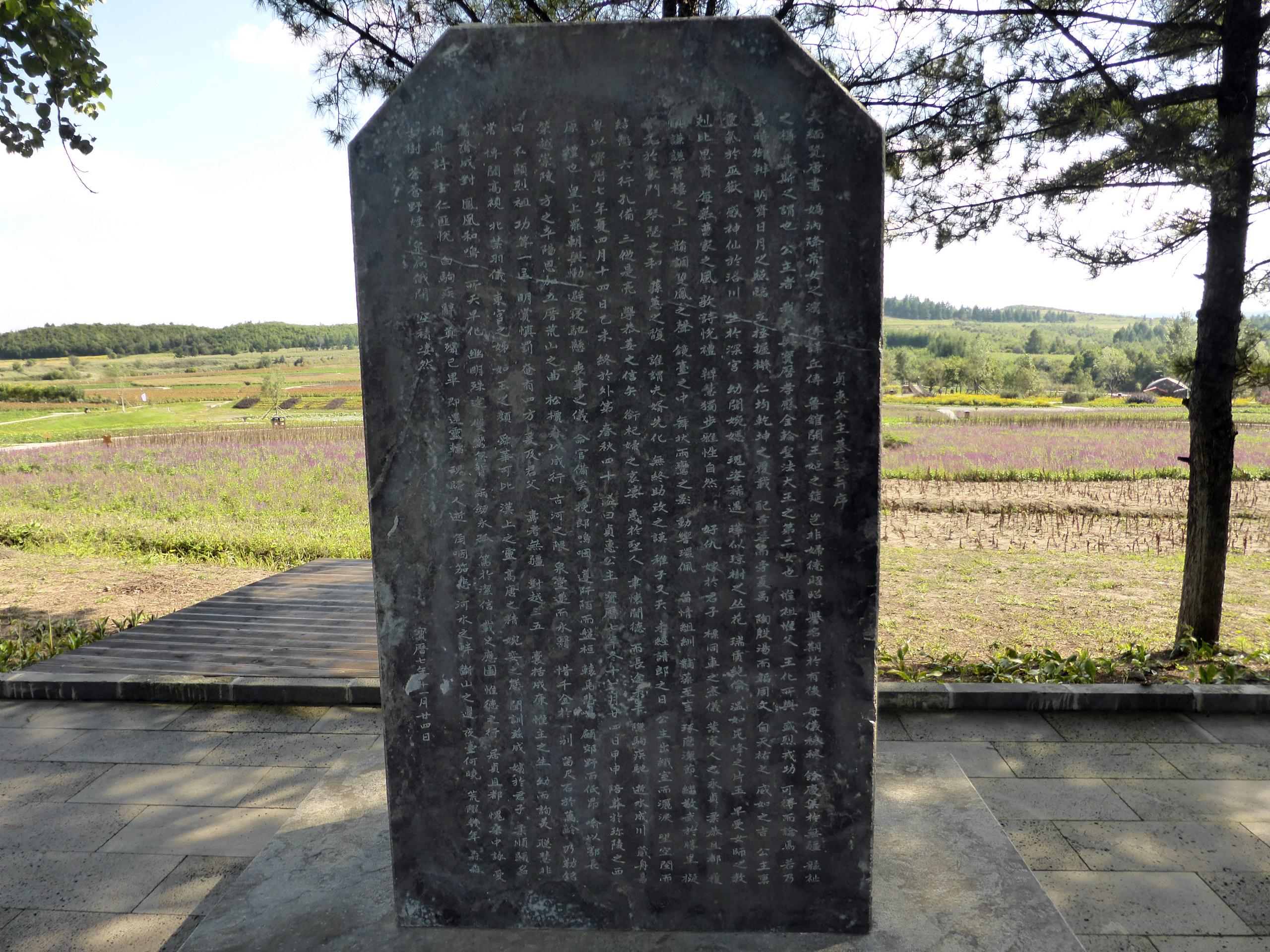
Bản sao văn bia của Trinh Huệ công chúa (737 - 777), con gái thứ 2 của vua Bột Hải Văn Vương (cai trị từ năm 737 đến năm 793)

Ngày 25 tháng 5 năm Bảo Lịch thứ 4 (năm 777), Nhị công chúa của Bột Hải Văn Vương là Trinh Huệ công chúa (chị của Đại Tung Lân) qua đời, hưởng thọ 40 tuổi. Theo bia mộ và văn bia, Trinh Huệ công chúa đã kết hôn và có ít nhất một người con trai, nhưng cả chồng và con trai đều chết trước cô. Trong thời gian để tang cô, Bột Hải Văn Vương được cho là rất đau buồn và không đi ra khỏi phòng dù là có công việc triều chính.
Năm Bảo Lịch thứ 7 (năm 780) di cốt của Trinh Huệ công chúa được chôn cất ở phía tây Trân Lăng (진릉, 珍陵), Seowon (서원, 西原), ngày nay được biết đến như một phần của Lăng mộ cổ tại núi Long Đầu, Cát Lâm, Trung Quốc, cùng với một tượng đài của Trinh Huệ công chúa được dựng lên ở cùng năm 780 đó. Bia mộ Nhị công chúa của Bột Hải Văn Vương là Trinh Huệ công chúa cũng đã được tìm thấy vào vào tháng 8 năm 1949.
Năm Bảo Lịch thứ 12 (năm 785) Bột Hải Văn Vương dời đô từ Thượng Kinh (nay là Ninh An, Hắc Long Giang) sang Đông Kinh (nay là Hồn Xuân, Cát Lâm)

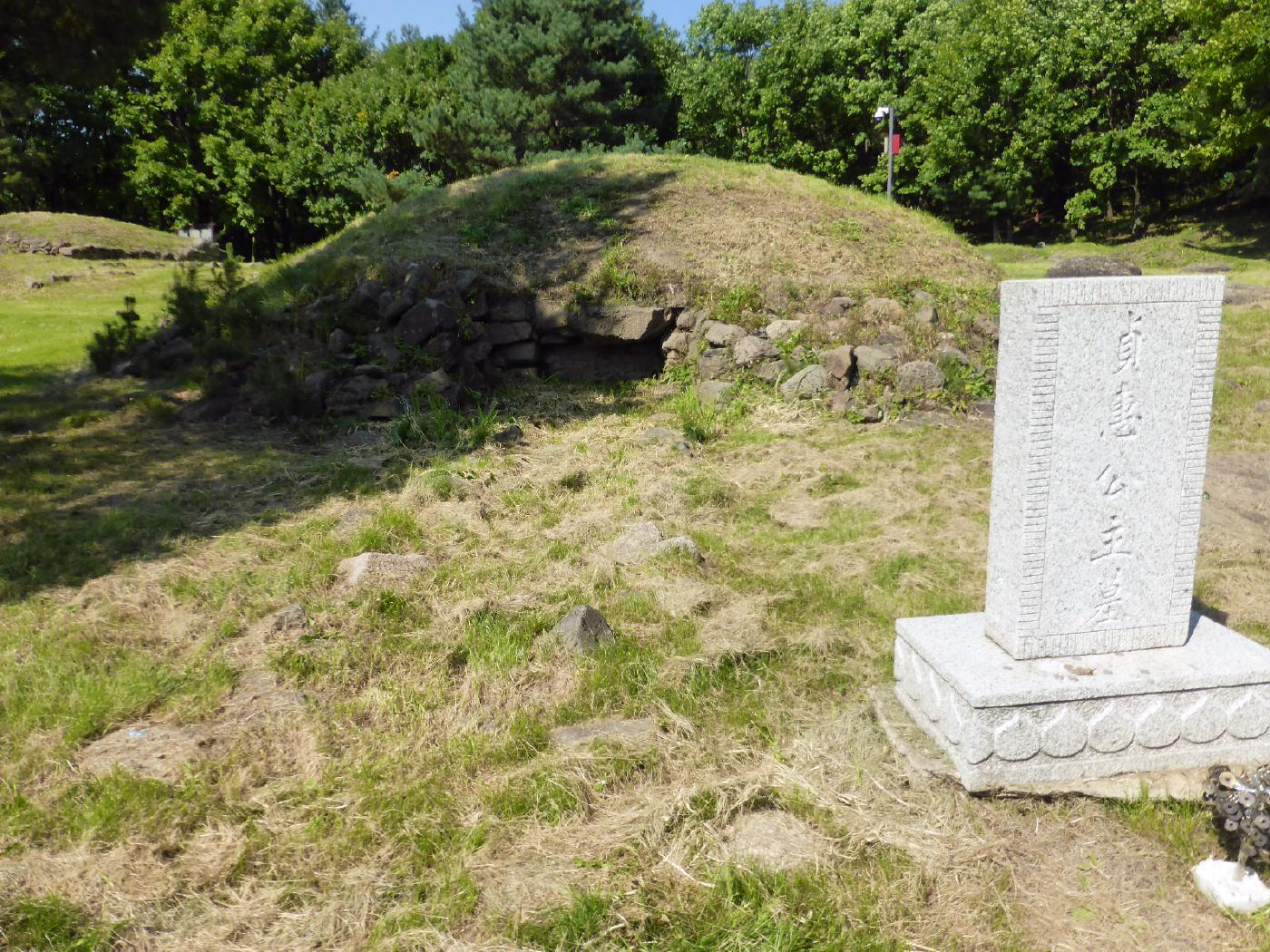
Ngôi mộ của Trinh Hiếu công chúa (757 - 792), con gái thứ 4 của vua Bột Hải Văn Vương (cai trị từ năm 737 đến năm 793)

Ngày 6 tháng 7 năm Đại Hưng thứ 45 (năm 792), Tứ công chúa của Bột Hải Văn Vương là Trinh Hiếu công chúa (em gái của Đại Tung Lân) qua đời, hưởng thọ 35 tuổi. Cô được trao thụy hiệu là "Trinh Hiếu" vì cô ấy là người có đạo đức và hiếu thảo.
Năm Đại Hưng thứ 46 (năm 793) Bột Hải Văn Vương bắt đầu tiến hành việc dời đô từ Đông Kinh (nay là Hồn Xuân, Cát Lâm) về lại Thượng Kinh (nay là Ninh An, Hắc Long Giang). Theo sử sách Trung Quốc, Bột Hải có 5 kinh đô, 15 phủ, và 63 huyện.

## Cùng hai anh qua nhà Đường làm lính canh
Vào cuối thời đại của Bột Hải Văn Vương trong năm 793, các hoàng tử từ hoàng tộc Bột Hải (con cháu của Bột Hải Cao Vương, Bột Hải Vũ Vương và Bột Hải Văn Vương) đang làm lính canh tại triều đình nhà Đường của vua Đường Đức Tông theo ý muốn của họ. Hòa bình với nhà Đường cho phép vương quốc Bột Hải tiếp tục mở rộng lãnh thổ của mình.
Đại Tung Lân cùng hai anh là Nhị hoàng tử Đại Anh Tuấn và Tam hoàng tử Đại Trinh Oát sang nhà Đường (đời vua Đường Đức Tông) làm lính canh vào năm Đại Hưng thứ 46 (năm 793). Còn thế tử của Bột Hải Văn Vương là Đại Hoành Lâm (Dae Goeng-rim, anh cả của Đại Tung Lân) đã chết. Do đó Bột Hải Văn Vương phải chọn em trai của ông ta là Đại Nguyên Nghĩa (chú của Đại Tung Lân) làm người kế vị của mình.
Trong năm Đại Hưng thứ 46 (năm 793), Bột Hải Văn Vương (cha của Đại Tung Lân) qua đời khi việc dời đô chưa hoàn thành, hưởng thọ hơn 70 tuổi. Em trai ông ta là Đại Nguyên Nghĩa (chú của Đại Tung Lân, khi đó đã hơn 60 tuổi) lên kế vị. Niên hiệu Đại Hưng của Bột Hải Văn Vương vẫn được Đại Nguyên Nghĩa sử dụng.
Vua Đại Nguyên Nghĩa cho dừng việc dời đô từ Đông Kinh (nay là Hồn Xuân, Cát Lâm) về lại Thượng Kinh (nay là Ninh An, Hắc Long Giang). Ông ta tuyên bố đô thành của vương quốc Bột Hải vẫn tiếp tục ở Đông Kinh (nay là Hồn Xuân, Cát Lâm). Tuy nhiên, khi bước lên ngai vàng, nhà vua Đại Nguyên Nghĩa (Dae Won-ui) đã bộc lộ là một kẻ đố kỵ và tâm tính hung dữ, tàn bạo hiếu sát. Những đại thần có tài trong triều đình Bột Hải đều bị vua Đại Nguyên Nghĩa (Dae Won-ui) đố kỵ. Đại Nguyên Nghĩa tiến hành vu oan cho bọn họ tội mưu phản và giết hại các đại thần đó. Ông ta còn tàn sát hết gia quyến của những đại thần đó.
Năm Đại Hưng thứ 47 (năm 794), vua Đại Nguyên Nghĩa bị những đại thần Bột Hải còn lại hợp mưu giết chết, hưởng thọ hơn 60 tuổi. Đích tôn của Bột Hải Văn Vương là Đại Hoa Dư (con của cố thế tử Đại Hoành Lâm, cháu trai của Đại Tung Lân) được chọn làm người kế vị, trở thành vua Bột Hải Thành Vương.

## Trở về Bột Hải phò tá Bột Hải Thành Vương
Bột Hải Thành Vương lấy niên hiệu mới là "Trung Hưng" (중흥, 中興, Jungheung). Bột Hải Thành Vương khi đó mới chỉ khoảng 30 tuổi nhưng lại là một người có thế chất yếu ớt, và đã chỉ sống được một vài tháng sau khi được kế vị ngai vàng. Sự kiện đáng chú ý nhất trong thời gian trị vì của Bột Hải Thành Vương là việc dời đô từ Đông Kinh (nay là Hồn Xuân, Cát Lâm) về lại Thượng Kinh (nay là Ninh An, Hắc Long Giang) trong năm 794. Tâm nguyện cuối cùng của Bột Hải Văn Vương về việc dời đô về lại Thượng Kinh cuối cùng cũng đã được thực hiện.
Sang năm 794 nghe tin cháu mình là vua Bột Hải Thành Vương thể chất yếu ớt sắp qua đời, Đại Tung Lân đã rời nhà Đường (đời vua Đường Đức Tông) quay về vương quốc Bột Hải trong năm 794.
Năm Trung Hưng thứ hai (năm 795), Bột Hải Thành Vương băng hà, hưởng thọ 31 tuổi. Vì Bột Hải Thành Vương không hề kết hôn và cũng không có con cái nên con của Bột Hải Văn Vương là Đại Tung Lân (chú của Bột Hải Thành Vương, khi đó gần 50 tuổi) lên kế vị, tức là vua Bột Hải Khang Vương.

## Trị vì
Bột Hải Khang Vương (Đại Tung Lân) lên ngôi vào năm 795, chọn niên hiệu là Chính Lịch (正曆, Jeongnyeok, nghĩa là "Chính sách ngay thẳng") - niên hiệu thay thế cho niên hiệu Trung Hưng của vua Bột Hải Thành Vương vừa băng hà.
Bột Hải Khang Vương vừa lên ngôi thì phái con trưởng là Đại Nguyên Du (khi đó hơn 30 tuổi) đi sứ sang nhà Đường (đời vua Đường Đức Tông) để bang giao.
Trong giai đoạn trị vì của Bột Hải Khang Vương, Bột Hải đã kết thúc loạn sau cái chết của vua Bột Hải Văn Vương (Đại Khâm Mậu), vương quốc cũng có các hoạt động thương mại với Nhật Bản (đời Thiên hoàng Kanmu, Thiên hoàng Heizei, Thiên hoàng Saga), nhà Đường (đời vua Đường Đức Tông, Đường Thuận Tông, Đường Hiến Tông), cùng nước Tân La (đời vua Tân La Nguyên Thánh Vương, Tân La Chiêu Thánh Vương, Tân La Ai Trang Vương, Tân La Hiến Đức Vương) và cũng thường xuyên cử sứ thần sang ba nước này.
Năm Chính Lịch thứ 2 (năm 796), sứ giả từ vương quốc Bột Hải (đời vua Bột Hải Khang Vương) đến Nhật Bản (đời Thiên hoàng Kanmu) tuyên bố rằng vương quốc Bột Hải đã khôi phục toàn bộ lãnh thổ Cao Câu Ly cũ và quyền lực của người cai trị Bột Hải giờ đã lan ra bên kia Liêu Hà. Vương quốc Bột Hải đã đến chiếm các lưu vực sông Tùng Hoa và sông Ussuri cũng như toàn bộ vùng ven biển liền kề dọc theo Biển Nhật Bản (Đông Hải).
Sau thế kỷ thứ 8, vương quốc Bột Hải trở nên tập quyền hơn, và quyền lực được củng cố quanh nhà vua và hoàng tộc.
Năm Chính Lịch thứ 8 (năm 802) hai bộ lạc Việt Hỷ Mạt Hạt và Ngu Lâu Mạt Hạt giáp biên giới đông bắc vương quốc Bột Hải đã nổi dậy chống lại vương quốc Bột Hải. Vương quốc Bột Hải bị mất đi vài lãnh thổ ở vùng đông bắc vào tay hai bộ lạc Việt Hỷ Mạt Hạt và Ngu Lâu Mạt Hạt. Bột Hải Khang Vương phải xuất quân từ kinh đô Thượng Kinh (nay là Ninh An, Hắc Long Giang) đi chống cự hai bộ lạc Việt Hỷ Mạt Hạt và Ngu Lâu Mạt Hạt nhằm thu hồi lại lãnh thổ đã mất. Cuối cùng chiến sự kết thúc khi Bột Hải Khang Vương phải cho lui quân Bột Hải về kinh đô Thượng Kinh (nay là Ninh An, Hắc Long Giang) mà không thể tái chiếm lại lãnh thổ đã mất.
Việc đánh bắt cá voi cũng được người Bột Hải thực hiện, mặc dù điều này chủ yếu được thực hiện để cống nạp cho nhà Đường.
Từ năm Chính Lịch thứ 11 (năm 805) đến năm Chính Lịch thứ 14 (năm 808), Bột Hải Khang Vương phái em họ là Đại Nhân Tú đi sứ sang nhà Đường (đời vua Đường Hiến Tông) để triều cống 4 lần vào các năm 805, 806, 807 và 808. Trong số hàng hóa triều cống cho nhà Đường của vương quốc Bột Hải luôn có cá voi.
Năm Chính Lịch thứ 15 (năm 809), Bột Hải Khang Vương qua đời, thọ hơn 60 tuổi. Con trưởng của Bột Hải Khang Vương là Đại Nguyên Du (대원유, 大元瑜, Dae Won-yu) lên kế vị, tức là vua Bột Hải Định Vương.
Bột Hải Khang Vương còn có bốn người con trai khác là Đại Ngôn Nghĩa (대언의, 大言義, Dae Eon-ui), Đại Minh Trung (대명충, 大明忠, Dae Myeong-chung), Đại Thanh Duẫn (대청윤, 大淸允, Dae Cheong-yun) và Đại Năng Tín (대능신, 大能信, Dae Neung-sin).

## Gia quyến
- Cha: Bột Hải Văn Vương - Đại Khâm Mậu (문왕 대흠무, 文王 大欽茂)
  - Ông nội: Bột Hải Vũ Vương - Đại Vũ Nghệ (무왕 대무예, 武王 大武藝)
- Hoàng hậu: Không rõ tên
  - Đại hoàng tử: Bột Hải Định Vương - Đại Nguyên Du (정왕 대원유, 定王 大元瑜)
  - Nhị hoàng tử: Bột Hải Hi Vương - Đại Ngôn Nghĩa (희왕 대언의, 僖王 大言義)
  - Tam hoàng tử: Bột Hải Giản Vương - Đại Minh Trung (간왕 대명충, 簡王 大明忠)
  - Tứ hoàng tử: Đại Thanh Duẫn (대청윤, 大淸允)
  - Ngũ hoàng tử: Đại Năng Tín (대능신, 大能信)